# John Wesley Harding
Albums de Bob Dylan
Bob Dylan's Greatest Hits
(1967) Nashville Skyline
(1969)
John Wesley Harding est le huitième album studio de Bob Dylan, auteur-compositeur-interprète américain de folk/rock, sorti en 1967. Cet album marque un retour à la musique acoustique. C'est le premier album après l’accident de moto qu’a eu Bob Dylan en juillet 1966.
En 2003, il est classé 301e des 500 plus grands albums de tous les temps par le magazine Rolling Stone.
Le nom de l'album vient du titre de la première chanson qui lui-même fait référence au hors-la-loi John Wesley Hardin (avec une faute d'orthographe).

## Enregistrement
Bob Dylan a composé de nombreuses chansons en 1967, mais il ne les a pas utilisées pour cet album. Elles parurent en 1975 sur l’album The Basement Tapes.
L’enregistrement a été fait pendant trois sessions et a duré douze heures au total. Lors de la première session, le 17 octobre, Dylan a enregistré I Dreamed I Saw St. Augustine, Drifter's Escape, et The Ballad of Frankie Lee and Judas Priest. Les enregistrements ont repris le 6 novembre avec All Along the Watchtower, John Wesley Harding, As I Went Out One Morning, I Pity the Poor Immigrant et I Am a Lonesome Hobo. L’album a été finalisé pendant la troisième session, le 29 novembre, avec l’enregistrement de I'll Be Your Baby Tonight and Down Along the Cove (avec Pete Drake).

## Titres
| 1. | John Wesley Harding                        | 2:58 |
| 2. | As I Went Out One Morning                  | 2:49 |
| 3. | I Dreamed I Saw St. Augustine              | 3:53 |
| 4. | All Along the Watchtower                   | 2:31 |
| 5. | The Ballad of Frankie Lee and Judas Priest | 5:35 |
| 6. | Drifter's Escape                           | 2:52 |

| 7.  | Dear Landlord             | 3:16 |
| 8.  | I Am a Lonesome Hobo      | 3:19 |
| 9.  | I Pity the Poor Immigrant | 4:12 |
| 10. | The Wicked Messenger      | 2:02 |
| 11. | Down Along the Cove       | 2:23 |
| 12. | I'll Be Your Baby Tonight | 2:34 |

## Musiciens
- Bob Dylan : chant, guitare, harmonica, clavier, piano
- Pete Drake : guitare steel sur I'll Be Your Baby Tonight et Down Along the Cove
- Charlie McCoy : guitare basse
- Kenny Buttrey : batterie

## Production
- Bob Johnston : producteur
- Charlie Bragg : ingénieur du son